# Daniel Rossi
Daniel Rossi (født 4. januar 1981) er en tidligere brasiliansk fodboldspiller.